# Diario Diagonales
Diagonales.com es un portal argentino con sede en La Plata, Provincia de Buenos Aires. Fue fundado por Sergio Szpolski el 3 de marzo de 2008 y formó parte del Grupo Veintitrés. Su director actual es Hernán Carullo. 

## Historia
Diagonales es un diario de la ciudad de La Plata, capital de la provincia de Buenos Aires. Su eslogan fue "El nuevo diario de La Plata". Luego: "El diario que piensa como vos". Actualmente es "Política sin curvas". 
Al momento de la aparición de la publicación, en el mercado se recibió con buenos ojos la edición del nuevo diario como "una nueva forma de ver la realidad zonal". De acuerdo al director de la publicación que durante algún tiempo contó con la sociedad de Guillermo Montes, dueño de la radio local platense FM Cielo.
Hasta la aparición del diario Diagonales, en La Plata se vendían un promedio de 65.000 diarios y los domingos 80 mil. De esta cifra, un promedio de 37.000 se los lleva el matutino local El Día. El Plata Informador ocupa, del mercado, 25.000 ejemplares, mientras que es imposible conocer la cantidad de diarios que vende el Diario Hoy. En cuanto a Diagonales, se dijo que tendría una tirada inicial de 30.000 ejemplares.
A partir del 9 de diciembre de 2011 dejó de imprimirse el diario y pasó a tener solamente su edición digital.
En relación a su aparición, Carlos Marino, director de Letra P, narra: “Sergio Szpolski nunca quiso tener un diario en La Plata. Según se queja en privado el titular del Grupo Veintitrés, Diagonales fue, en el año 2007, un capricho de Cristina Fernández de Kirchner. Claro, no pudo decirle que no: ya era el empresario K mejor pago de la Argentina”. 
En noviembre de 2011 comenzó un proceso de ajuste que apuntó a reducir a la mitad el plantel para enfocarse a ser un diario online. 
En junio de 2014, Szpolski entregó Diagonales a la firma Loro Communication S.A., de su principal operador y ex director editorial del diario Daniel Olivera. Un par de meses después, en noviembre, Olivera cedió Diagonales a Adalid Comunicaciones Argentina S.A.
Actualmente el medio funciona bajo la dirección de Hernán Carullo. Recientemente, Diagonales ha consolidado su presencia en el entorno informativo digital, centrándose en la política y la actualidad bonaerense. Además de su portal web, Diagonales tiene presencia en redes sociales como Instagram y Facebook, donde comparte noticias, análisis y contenido multimedia. En Twitter, utiliza la plataforma como una herramienta clave para la difusión de noticias, cobertura en tiempo real de eventos políticos significativos y participación en el debate público.